# Андрей Варналиев
Андрей Варналиев е български революционер от Вътрешната македоно-одринска революционна организация.

## Биография
Андрей Варналиев е роден през 1886 година в град Велес, тогава в Османската империя. Присъединява се към ВМОРО и през 1905 година е четник при Петър Юруков. След това е четник при Панчо Константинов. Убит е в сражение при Лугунци на 21 ноември 1906 година.